# Секула Детенце
Секула Детенце е юнак от българския юнашки епос, един от най-популярните юнаци в народното творчество.
Думата „детенце“ в името му няма буквален смисъл. В българския фолклор, особено в епическите народни песни, думата дете/детенце понякога се включва в името на юнаци, които са деца на юнаци: Секула Детенце/Дете Секулово, Дете Новаково/Дете Татомирче, Груица Детенце, Дете Дукадинче; има обаче и друга група юнаци, които са си деца, но по сила понякога надминават и най-големите възрастни юнаци (като Дете Голомеше).
Във фолклористиката съществува мнение, което свързва Секула Детенце с Янош Секей (Секели), сестрин син на Янош Хуняди. Секей е бил бан на Славония, участвал във втората Косовска битка (1448). За секейската етническа същност на героя свидетелство е само името. Според Тодор Балкански може да се приеме, че „Секула детенце е народнопесенно обобщение за дребните в антропологичен план секуи първобългари“.
В народните песни Секула Детенце е син на Янкул войвода/Янко Сабинянин или на Крали Марко; понякога Янкул му е вуйчо.
Необикновената сила на Секула Детенце се дължи на това, че е витек – като дете е бозал от змеици или самодиви. Сред епичните му подвизите са битки с лами и хали, както и с Черен арапин и Муса Кеседжия. Секула Детенце е един от приятелите на Крали Марко; в някои песни му е син.
В една от песните Янкулица сънува сън, според тълкуването му Секула е загинал. Янкул тръгва да го търси, а звезда-вечерница му разкрива, че детето лежи болно в планината, при Стойка самовила. За него се грижат три ангела –  един му носи вода, друг му дроби ябълка, трети му вчесва перчема. Красотата му е описана приказно: то грее като ясно слънце, а в полите му – ситни-дребни звезди.
Редица песни за Секула Детенце са построени на характерния за вълшебните приказки принцип – последователно преодоляване на препятствия. В песента „Марко Секула и крал Латинина“, записана от Братя Миладинови, Крали Марко и латинския цар решават да женят децата си – Секула и Ангелина, но Секула трябва да се справи с три задачи: да се пребори с Черен арапин, да влезе в силно нагорещена пещ и да отиде отвъд Черно море и да донесе пазените от ламя три златни ябълки. С помощта на бащиния си кон Секула се справя успешно. Така е изградена и песен за борбата на Секула Детенце с триглава змия и спасяването му от Гюрга самовила.
Секула детенце е юнакът, които спасява шестима други юнаци, измамени и заловени от Черен арапин: Крали Марко, Дебел Новак, Груица войвода, Дели Татомирче, Янкул войвода и Милош Оргиянин. Когато до неговия дом в Будима града достигат техните писъци, той се обръща към своята „първа люба млада Секулица“, която му оседлава шарения кон и го изпраща на бой, в който той успява да убие арапина и да ги освободи.
За смъртта на Секула Детенце се пее в записана от Кузман Шапкарев песен. Според тази песен Секула загива на Косово поле и младата Секулица накарва майката да отидат да го намерят и да си го пренесат. В друга песен, „Секулов гроб“, на въпроса на майката към минаващи кираджии дали са видели гроба на сина ѝ те потвърждават, че са го видели и ѝ разказват за него.

## Други
На Секула Детенце е наречена улица в София (Карта).